# Nobody’s Perfect (песня Ханны Монтаны)
Nobody’s Perfect — поп-песня американской певицы и актрисы Майли Сайрус, выступающей в качестве Ханны Монтаны — альтер эго Майли Стюарт, главной героини сериала «Ханна Монтана».

## Критика
Песня получила в целом положительные отзывы от музыкальных критиков. В статье «AllMusic» Хизер Фарес оценила включение «блестящей, синтезаторной поп-музыки», который она приписала «[сделать] первый саундтрек хитом». Ширли Гальперин из «Entertainment Weekly» разделила аналогичное мнение, описав его как «чистую поп-конфету». Боб Валишевский и Боб Смитузер из «Plugged In» классифицировали «Nobody’s Perfect» как «просоциальный контент», где "вместо того, чтобы [бить] себя из-за ошибок, певица признает, что «Nobody’s Perfect» через тексты «У каждого есть те дни» и «You live and you learn it». Песня заняла 27-е место в Billboard Hot 100 и достигла 14 и 25 мест в чартах Billboard Digital Songs и Pop 100 соответственно. По состоянию на октябрь 2010 года песня была продана тиражом 906 000 копий в США, став самой успешной песней Ханны Монтаны. Песня также заняла 73 и 87 места в чартах Hot Canadian Digital Singles и Australian ARIA, соответственно.

## Участники записи[9]
Запись
- Capitol Mastering (Голливуд, Калифорния)

Персонал
- Грег Критчли — барабаны
- Мэттью Джеррард — автор, продюсер, микширование, гитара, бас, клавишные, программирование
- Marco Luciana — клавишные
- Ханна Монтана — главный вокал
- Робби Невил — автор
- Эшли Соулинг — бэк-вокал

## Чарты
| Чарт (2007)                              | Пиковая позиция |
| ---------------------------------------- | --------------- |
| Австралия (ARIA)                         | 87              |
| Hot Canadian Digital Singles (Billboard) | 73              |
| США (Billboard Hot 100)                  | 27              |
| US Pop 100 (Billboard)                   | 25              |

## История выпуска
| Страна | Дата        | Формат            | Лейбл               | Примечания |
| ------ | ----------- | ----------------- | ------------------- | ---------- |
| США    | 15 мая 2007 | цифровая загрузка | Walt Disney Records | [ 10 ]     |